# Polykarpie
Polykarpické rostliny, nazývané vytrvalé rostliny, trvalky, pereny nebo dřeviny (stromy a keře), plodí za život vícekrát (viz také víceletá rostlina). Období nepříznivé pro růst přečkají vytvořením zásobního orgánu hlízy, cibule, kořene, oddenku nebo turionu, případně jen shodí listy a/nebo pozastaví růst.
Opakem polykarpie je monokarpie.